# Ou Zixia
Ou Zixia, född den 24 september 1995, är en kinesisk landhockeyspelare.

## Karriär
Ou Zixia ingick i det kinesiska lag som spelade landhockey vid OS 2016, OS 2020 och som tog silver i landhockey vid OS 2024.